# 高朝遴
高朝遴，浙江永嘉（今浙江温州）人，是一名清朝政治人物。
高朝遴曾于1759年接替沈日熙任青浦县知县一职，1762年由薛清来接任。